# Olga Jurjewna Koroljowa
Olga Jurjewna Koroljowa (russisch Ольга Юрьевна Королёва, wiss. Transliteration Ol'ga Jur'evna Korolëva; * 30. April 1979 in Moskau) ist eine ehemalige russische Freestyle-Skierin. Sie war auf die Disziplin Aerials (Springen) spezialisiert und nahm an zwei Olympischen Winterspielen sowie drei Freestyle-Skiing-Weltmeisterschaften teil.

## Werdegang
Koroljowa nahm im Dezember 1997 in Piancavallo erstmals am Freestyle-Skiing-Weltcup teil, wobei sie den zehnten Platz errang. In der Saison 1998/99 holte sie in Laajavuori ihren einzigen Sieg im Europacup und kam bei den Weltmeisterschaften 1999 in Hasliberg auf den 16. Platz. In den folgenden Jahren belegte sie bei den Weltmeisterschaften 2001 in Whistler den 17. Platz und bei den Olympischen Winterspielen 2002 in Salt Lake City den vierten Rang. In der Saison 2002/03 kam sie im Weltcup dreimal unter die ersten Zehn und erreichte mit dem 17. Platz im Aerials-Weltcup ihr bestes Gesamtergebnis. Beim Saisonhöhepunkt, den Weltmeisterschaften 2003 in Deer Valley, wurde sie Siebte. Auch in der Saison 2003/04 belegte sie den 17. Platz im Aerials-Weltcup. In der Saison 2005/06 errang sie mit Platz vier in Mont Gabriel ihre beste Platzierung im Weltcup und absolvierte in Lake Placid ihren 45. und damit letzten Weltcup, welchen sie auf den 20. Platz beendete. Bei den Olympischen Winterspielen 2006 in Turin sprang sie auf den 17. Platz.

## Erfolge

### Olympische Spiele
- 2002 Salt Lake City: 4. Platz Aerials
- 2006 Turin: 17. Platz Aerials

### Weltmeisterschaften
- 1999 Hasliberg: 16. Platz Aerials
- 2001 Whistler: 17. Platz Aerials
- 2003 Deer Valley: 7. Platz Aerials

### Weltcupwertungen
| Saison    | Gesamt | Gesamt | Aerials | Aerials |
| Saison    | Platz  | Punkte | Platz   | Punkte  |
| --------- | ------ | ------ | ------- | ------- |
| 1997/98   | 86.    | 17     | 32.     | 100     |
| 1999/2000 | 41.    | 36     | 20.     | 144     |
| 2000/01   | 46.    | 34     | 23.     | 136     |
| 2001/02   | 40.    | 41     | 20.     | 204     |
| 2002/03   | 37.    | 58     | 17.     | 348     |
| 2003/04   | 56.    | 16     | 17.     | 189     |
| 2004/05   | 57.    | 14     | 21.     | 167     |
| 2005/06   | 74.    | 9      | 27.     | 101     |

### Weitere Erfolge
- 3 Podestplätze, davon 1 Sieg im Europacup